# Високовск
Високовск (рус. Высоковск) град је у Русији у Московској области. Према попису становништва из 2010. у граду је живело 10635 становника.

## Становништво
| 1939.  | 1959.  | 1970.  | 1979.  | 1989.  | 2002.  | 2010.  |
| ------ | ------ | ------ | ------ | ------ | ------ | ------ |
| 11.500 | 11.057 | 12.230 | 11.377 | 11.611 | 10.950 | 10.635 |